# Ратушний Роман Ярославович
Роман Ярославович Ратушний (* 3 лютого 1960, Львів) — український журналіст та фотохудожник. Член Національної спілки журналістів України (з 1983 року) та Національної спілки фотохудожників України (з 2000 року).

## Біографія
Народився 1960 року в м. Львові. Почав займатися фотографією з 12 років.
1983 року закінчив Львівський державний університет ім. Івана Франка. Працював фотокореспондентом районної газети, телеоператором на Львівській студії телебачення. Згодом — власкором по західних областях України у журналі «Пам'ятки України».
У 2001—2002 рр. — головний редактор міської газети «Винниківський вісник» (м. Винники, Львівська обл.).
З 1996 до квітня 2008 — директор приватного підприємства фото-дизайн студії «НІК» (м. Львів).
З лютого 2002 до березня 2005 — Видавничий дім «Warner World Media», міжнародний журнал «Лучшие интерьеры», керівник представництва в Україні.
З травня 2014 до 18 травня 2015 — генеральний директор Національного газетно-журнального видавництва. У 2015—2017 рр. — редактор рубрики «Фотокраїна» в газеті «Культура і життя».

## Творчість
Брав активну участь у фольклорно-етнографічній секції «Товариства Лева».
Член Національної спілки журналістів України з 1983 року та Національної спілки фотохудожників України з 2000 року. Член Міжнародної федерації фотомистецтва (FIAP). Бере активну участь у Всеукраїнських фотовиставках та міжнародних фотосалонах (понад 120).
У співавторстві з Андрієм Квятковським (автором тексту) видав книгу «Цвинтар на Личакові», яка витримала два видання (2001, 2009).

## Нагороди
Золоті медалі:
- Австрія. Hasselblad Austrian Super Circuit Special Themes Circuit: Linz, Wien, Feldkirch, Graz;
- Данія.The Golden Super Circuit: Naestved;
- Франція. Salon Int. d'ART Photogr. De Pessac: Gradignan;
- Шотландія. 83 Scottish Sal. of Photogr. 2002: Paisley.

Срібні медалі:
- Австрія. Hasselblad Austrian Super Circuit Special Themes Circuit: Linz, Wien, Feldkirch, Graz;
- Китай. Shanghai Int. Phot. Art Ex.: Shanghai;
- Італія. 10 Concorso fotografico nazionale «Naxos»;
- Франція. Festival Photogr. De la Rose d'Or.

Інші нагороди:
- бронзова медаль Vietnam Intern. Photo Exhib.: Hanoi;
- почесні голубі стрічки FIAP;
- відзнака фотосалону The Royal Photographic society England;
- гран-прі Всесвітнього фотофестивалю Naked World;
- авторські роботи зберігаються в Музеї фотомистецтва п'яти континентів (Угорщина), в Музеї Comarsal Salvador Vilaseca (Іспанія), інших музеях світового фотомистецтва, приватних колекціях Англії, США, Канади, інших країн.